# Органическая архитектура
Органи́ческая архитектура (англ. organic architecture) — архитектурное направление XX века, возникшее в качестве альтернативы историческим стилям и эклектизму. Впервые это направление архитектуры было обозначено Луисом Салливаном на основе положений эволюционной биологии в 1890-е гг., а впоследствии, в 1920-е — 1950-е гг., было реализовано в трудах его последователя Фрэнка Ллойда Райта. Органическую архитектуру стали противопоставлять[кто?] господствующему в середине XX века в США функционализму и системе «Интернационального стиля», связанного с работами Л. Мис ван дер Роэ.

## Органическая архитектура Луиса Салливана
Американский архитектор конца XIX — начала XX вв. Луис Салливан, наиболее выдающийся представитель Чикагской архитектурной школы, обобщая идеи рационалистического направления в эстетике американского романтизма (Р. Эмерсон, Г. Торо, скульптор Х. Гриноу), провозгласил постулат: «Форма в архитектуре следует функции». Согласно его концепции, архитектура должна следовать природной, «органической» целесообразности, а форма сооружений — определяться их назначением и условиями среды, подобно форме естественных организмов.

## Органическая архитектура и Фрэнк Ллойд Райт
Главным теоретиком органической архитектуры стал ученик Салливана Фрэнк Ллойд Райт, выразивший свои идеи в очерке «Органическая архитектура» («Organic architecture», 1910).
Созданные им в период с 1900 по 1917 год «дома прерий» стали прообразом американской жилой архитектуры XX века. Идеал органической архитектуры, согласно Ф. Л. Райту, состоит в целостности и единении с природой. Сторонник идеи непрерывности архитектурного пространства, Райт предлагал положить конец традиции нарочитого выделения здания и его составных частей из окружающего мира: форма здания должна всякий раз вытекать из его специфического назначения и тех уникальных условий среды, в которых оно возводится и существует, здание должно быть интегрировано в ландшафт, а материалы использоваться соответственно их природным свойствам.

## Планировка и структура здания
Если европейские архитекторы были заняты в основном строительством административных зданий и промышленных сооружений, мастера венской школы и школы Глазго занимались оформлением интерьеров и проектированием мебели, то Райт сосредоточил свое внимание на планировке дома в целом. Вначале он стал разрабатывать крестообразный план: в центре по американской традиции большой камин, а от него во все стороны располагаются остальные помещения, которые могут трансформироваться с помощью подвижных дверей-перегородок. Жители легко перемещаются из одного помещения в другое. Там, где ранее была глухая стыковка стен, Райт устанавливал большие ленточные окна. При этом Райт стремился располагать помещения так, чтобы они наилучшим образом были освещены в течение дня и не имели тёмных углов. Свет стал проявляться там, где его раньше не было. Угол, как говорил архитектор, это «враг дома». Крестообразный план складывался из взаимопроникающих объёмов на нескольких высотных уровнях. В результате внешний вид здания оказывался различным с разных сторон и по нему нельзя было сказать, как дом устроен внутри. Это был секрет хозяина. «Наша архитектура нуждается в чём-то значительно лучшем, чем коробка», — утверждал Райт. Ленточные и угловые окна разрушали «ощущение коробки», в результате исчезала массивность и изменялись традиционные отношения объёма и массы. У Райта объём сохранялся, а масса зрительно обесценивалась. В отличие от античных зданий, домов первых американских поселенцев, западноевропейских средневековых замков или ренессансных палаццо дом Райта не представляет собой дом-крепость — он открыт внешнему пространству со всех сторон и образует с этим пространством единое целое. Для решения этой задачи архитектор стал использовать контрасты вертикальных плоскостей и застекленных веранд либо открытых террас, нависающих над землей, с сильно выступающими карнизами. Отдельные части дома заметно выдвигаются вперёд, несущие стены оказываются скрытыми в глубине, и постройка как будто парит в воздухе.
Райт удалил не только традиционный чердак, но и подвал. Систему отопления и освещения архитектор внедрил в структуру внутреннего пространства дома. Он экспериментировал с новыми материалами и применял эстетически дерзкие сочетания красной кирпичной кладки, прозрачного стекла, грубого бетона, серого известнякового плитняка, тёмного дерева. Превращая стены в прозрачные экраны, но сохраняя замкнутое пространство дома, архитектор одновременно связывал его с окружающей природой, но, не уподобляя, а противопоставляя природным формам. Окружающий пейзаж у него — не только красивый вид за окном, он входит непосредственно внутрь здания, как, например, фрагмент естественной скалы в знаменитом «Доме над водопадом» («Fallingwater», 1935—1939). По мнению Ф. Л. Райта, «чикагская каркасная конструкция» оказала плохую услугу искусству архитектуры. Архитектурные формы должны подражать природным, но не буквально, а своей пространственной структурой. Несущая конструкция дома должна быть подобна стволу дерева, а ограждающие поверхности — лиственному покрову. Для Райта подобное мышление было естественным, поэтому он называл свою архитектуру «органической». Его не смущало, что при таком методе внутренние опоры становятся массивными и занимают в доме слишком много места. На протяжении всей жизни Райт стремился выразить свое мироощущение и мировоззрение в «органической архитектуре». Он был убежден, что здания должны быть «и раздетыми хороши собой». Он никогда не помещал дом на вершине холма, утверждая, ссылаясь на китайского мудреца Лао-цзы (VI в. до н. э.), что дом должен стоять на склоне, «огибая вершину как бровь огибает глаз», тогда «мы не потеряем и дом и вершину».

## Концепция свободного плана
«Свободный план» приводил к отказу от главного принципа классической архитектуры — симметрии. Асимметричность композиции — ещё одно важное свойство «органической архитектуры». Оптимальная в функциональном отношении и экономная по форме конструктивная система обретает собственную эстетику. Именно этим, а не стремлением к экстравагантности объясняется замысел другого знаменитого сооружения, построенного по проекту Райта — Музея Соломона Гуггенхайма в Нью-Йорке (1956—1959). Идея круглого здания вообще занимала Райта в последние годы, а спиральный пандус был им опробован ранее в здании магазина Морриса в Сан-Франциско (1948).
Спроектированные Райтом «дома прерий» представляли собой естественное продолжение окружающей природной среды. Для них характерен открытый план, размывание границ между внешним пространством и интерьером здания, преобладание в архитектурной композиции горизонтальных линий, вынесение за пределы здания скатов крыши, террас, отделка фасада необработанными природными материалами. Ф. Л. Райт считал, что развитие промышленности обеспечит в будущем архитектуру новыми и привлекательными как в техническом, так и в эстетическом отношении материалами. Такие материалы безусловно расширят «палитру архитектора». Однако он никогда не переоценивал роль технологии строительства и был убежденным дезурбанистом и индивидуалистом. В 1920—1930-х гг. его критиковали за то, что он противопоставил себя обществу, индустриальному прогрессу и даже «всей Америке». Райта почти полностью лишили заказов. Хотя в 1910 и 1911 гг. в Берлине выходили альбомы его проектов с авторскими комментариями. Как и Л. Салливан, в последние годы жизни Райт чувствовал себя изгнанником у себя на родине. На выставке работ Салливана в 1940 г. в Бостоне Райт, имея в виду заказчиков и критиков, заявил: «Они убили Салливана и почти убили меня». Однако неожиданно, после признания творчества Райта в Европе, его провозгласили первооткрывателем и даже «гением американской национальной архитектуры».

## Итоги и влияние
Своеобразие американской архитектуры и оригинальность творчества самого Райта делали невозможным прямое подражание. Но под мощным воздействием Райта складывался индивидуальный стиль архитектора Рихарда Нёйтра (1892—1970), а также Филипа Джонсона и Чарлза Имза. В Европе теорией органической архитектуры занимался Хуго Херинг. В его понимании органическая архитектура означала функциональную целесообразность и отказ от предвзятых эстетических идей или форм. В отличие от Фрэнка Ллойд Райта, Херинг отвергал правильные геометрические формы; по его мнению, композиция здания должна развиваться свободно, подобно живому организму. Концепция непрерывности и пластичности придавала новой архитектуре не только органичность и живописность, но и символичность, включая это направление в русло романтического искусства. Поэтому основные положения «органичности» использовал Рудольф Штайнер в Гётеануме и Ле Корбюзье в своём новом экспрессионизме. Здание Оперного театра в Сиднее (проект Й.Утцона, 1947) также следует идее органической архитектуры.
Среди других представителей органической архитектуры XX века следует назвать Бруно Дзеви (Италия), Ганс Шарун и Фрай Отто (Германия), Имре Маковец (Венгрия); близки к этому направлению Алвар Аалто, Эрих Мендельсон, Ээро Сааринен, Паоло Солери.